# Casa Gonpui
La Casa Gonpui és una casa del municipi de Tremp (Pallars Jussà) protegida com a bé cultural d'interès local.

## Descripció
La Casa Gonpui està situada al centre del nucli de Vilamitjana, en una cantonada, adaptant-se al desnivell de la costa del carrer.
Habitatge que segueix la tipologia medieval dels ravals del castell de Vilamitjana, i que ha estat modificat. Presenta elements nous, fruit d'actuacions de consolidació, i també n'han desaparegut alguns originaris. L'element de més valor patrimonial pràcticament ha desaparegut, era el portal d'accés de mig punt adovellat amb escut entre la dovella clau i la finestra. Es conserven, només, els brancals i les primeres dovelles d'arrencada de l'arc.
Es caracteritza per una irregularitat, tant en les alçades com en la distribució dels vans de les façanes. En la part superior, destaca un cos de planta circular, a manera de torreta, amb diferents obertures.
El paredat és de carreus de pedra irregulars i de petites dimensions.